# Christian Lassen

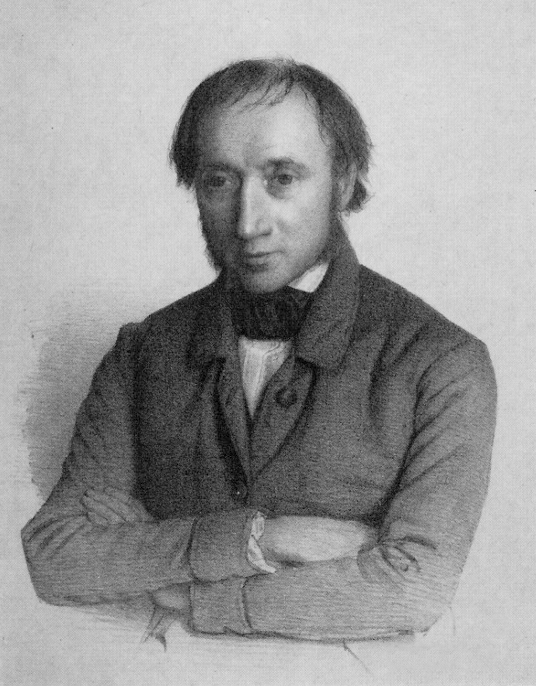
Christian Lassen, vor 1860

Christian Lassen (* 22. Oktober 1800 in Bergen; † 8. Mai 1876 in Bonn) war ein norwegischer Indologe, der u. a. die altpersische Keilschrift entzifferte.

## Leben
Christian Lassen wurde am 22. Oktober 1800 als Sohn des Rechtsgelehrten Nicolai Christian Vendelboe Lassen (1748–1818) und Frederikke Elisabeth Frisch (1761–18?) in Bergen geboren. Nach dem Tod seines Vaters zog er mit seiner Mutter 1819 zu seiner Schwester ins damals dänische Altona.
Lassen studierte in Heidelberg und Bonn, wo er bei August Wilhelm von Schlegel (1767–1845) Sanskrit lernte. Diesem fiel bald Lassens außerordentliches philologisches Talent auf und er übertrug ihm die Aufgabe, Abschriften von indischen Handschriften in London und Paris anzufertigen, wofür Schlegel ein Reisestipendium vom preußischen Kultusministerium besorgte und wohl auch privat beisteuerte. Vom Herbst 1823 bis zum Mai 1825 arbeitete Lassen in London und danach in Paris an den Beständen der Bibliothèque royale (heutige Nationalbibliothek). Von Stücken in London und Paris fertigte er viele Abschriften für Schlegel und für sich selbst an. In Paris, dem damaligen Mekka für Sanskritstudien in Europa, machte er Bekanntschaft mit dem ersten Professor für Sanskrit am Collège de France, Antoine-Léonard de Chézy (1773–1832), und seinem Altersgenossen und späteren Nachfolger Chézys, Eugène Burnouf (1801–1851), mit dem ihn bald eine Freundschaft verband und mit dem er auf Anregung des Sinologen und damaligen Verantwortlichen Jean-Pierre Abel-Rémusat (1788–1832) die indischen Handschriften der Pariser Sammlung ordnete. Der von Kirfel herausgegebene Briefwechsel von Schlegel und Lassen enthält hauptsächlich Briefe, die Lassen in dieser Zeit aus Paris geschrieben hat.

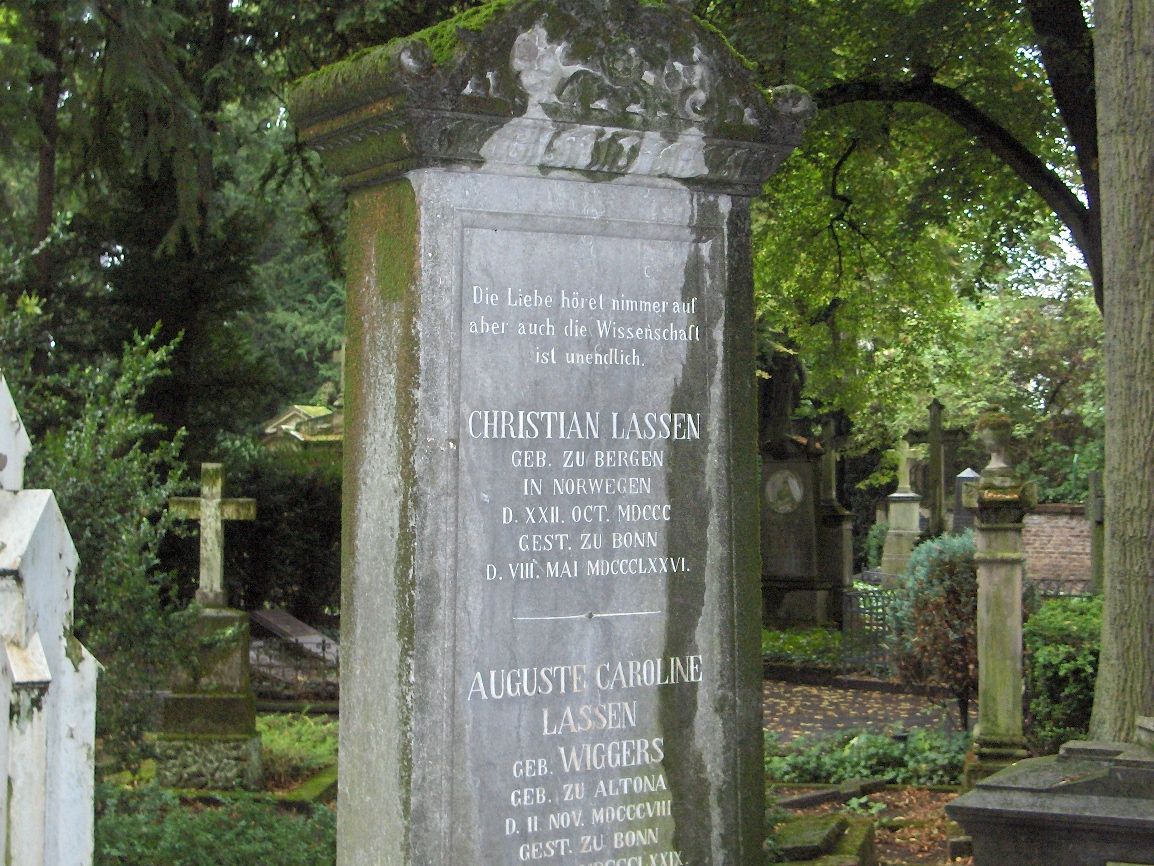
Grab von Lassen auf dem Alten Friedhof in Bonn

Nachdem Lassen mit den von Schlegel aufgetragenen Arbeiten fertig geworden war, kehrte er nach Bonn zurück, wo er 1827 mit seiner Dissertation Commentatio geographica atque historica de pentapotamia indica (Geographische und historische Ausführung über den Panjab) promoviert wurde und als Privatdozent an der Universität Bonn eingestellt wurde. Im selben Jahr sind Schlegel und Lassen zu Gast bei Goethe in Weimar. 1830 wurde Lassen zum außerordentlichen Professor (Extraordinarius) berufen und 1840 zum ordentlichen Professor für „altindische Sprache und Literatur“ befördert. 1841 schlug Lassen einen Ruf an die Universität Kopenhagen aus. Zu seinen Studenten gehörte Johannes Gildemeister (1812–1890), der ihm später assistieren sollte und auch die im Jahr 1865 erschienene Neuausgabe von Lassens Sanskritchrestomatie bearbeitete. 1849 heiratete er Auguste Caroline Wiggers (1808–1879). 1850 wurde er zum korrespondierenden Mitglied der Göttinger Akademie der Wissenschaften gewählt. 1860 wurde Lassen in die Académie des Inscriptions et Belles-Lettres und 1868 in die American Academy of Arts and Sciences gewählt.
In seinen späteren Lebensjahren wurde Lassen von einer Augenerkrankung heimgesucht, die ihn immer mehr am Arbeiten hinderte und nach einigen Quellen sogar bis zur Erblindung führte. Er starb in Bonn am 8. Mai 1876. Er ist, wie auch Schlegel, auf dem Alten Friedhof in Bonn begraben.
Lassens Nachfolger auf dem Bonner Lehrstuhl wurde Theodor Aufrecht (1822–1907).
Für seine wissenschaftlichen Verdienste wurde Christian Lassen am 31. Mai 1857 in den preußischen Orden pour le mérite für Wissenschaft und Künste aufgenommen. Im Bonner Stadtteil Buschdorf ist seit 1983 eine Straße nach ihm benannt; bereits seit 1937 erinnert eine Straße in Berlin-Grunewald an ihn.

## Forschungsschwerpunkte und Herausgebertätigkeit
Bei der Arbeit an der Pariser Handschriften der damaligen Zeit sind Lassen und Burnouf auch auf einige im mittelindoarischen Pali abgefasste Stücke gestoßen, die durch französischen Missionare aus Siam nach Paris gelangt waren. Zwar sind die Sprache Pali und ihre Literatur im Westen schon vorher erwähnt worden, das von Lassen und Burnouf ausgearbeitete Essai sur le Pali von 1826 stellt allerdings die erste wissenschaftliche Abhandlung zu diesem Thema dar und ist somit als Grundstein der Pali-Philologie anzusehen. Auch weiterhin beschäftigte sich Lassen mit dem Mittelindoarischen, das ihm in den Dramen der indischen klassischen Kunstdichtung und in der Numismatik ständig begegnete. 1837 veröffentlichte er die Institutiones lingua pracriticae heraus, eine Prakrit-Grammatik, die auch eine Edition von Teilen von Vararucis klassischer Prakrit-Grammatik Prākṛtaprakāśa und Anmerkungen zu ihr enthält. Diese Grammatik ersetzte schnell diejenige von Albert Hoefer als Standardwerk.
Schon die Dissertation Lassens über die Geschichte des Panjab zeigt sein Interesse an indischer Geschichte. Diese Wissenschaftsdisziplin wurde damals maßgeblich bereichert durch die Arbeit von James Prinsep (1799–1840) an den Münzen, die sich im Besitz der Asiatic Society of Bengal angesammelt hatten. Was bis zu diesem Zeitpunkt auf dem Gebiet der indischen Numismatik geleistet worden war, fasste Lassen in seinem 1838 erschienenen Buch Geschichte der indoscythischen Königen in Baktrien, Kabul und Indien zusammen, welches als Vorarbeit zu seiner späteren Indischen Altertumskunde gesehen werden kann. Es handelt sich bei dieser Publikation um einen der ersten westlichen wissenschaftlichen Beiträge zum Thema Geschichte Indiens. In diesem Buch gelang Lassen parallel zu Prinsep auch die Entzifferung von Teilen der Kharosthi-Schrift.
Lassen betätigte sich auch auf dem Gebiet der Altiranistik. Er beteiligte sich an frühen Veröffentlichungen zu den persischen Keilschriftinschriften durch eine Monographie zu diesem Thema von 1836 und durch verschiedene Aufsätze. Lassen war einer der Ersten, die den Begriff „iranische Sprachen“ verwendeten.
Lassen hat im Laufe seines Lebens einige Sanskrittexte herausgegeben, so unter anderem zusammen mit Schlegel den Hitopadeśa und das Singspiel Gītāgovinda mit lateinischer Übersetzung. Eine weitere Pionierarbeit war Lassens Edition und Übersetzung der Sāṃkhyākārikās des Īśvarakṛṣṇa unter dem Titel Gymnosophia sive indicae philosophiae documenta im Jahr 1832.

## DieZeitschrift für die Kunde des Morgenlandes
Die Zeit vor dem Erscheinen von Lassens Opus magnum, der Indischen Altertumskunde, war maßgeblich geprägt durch die Herausgabe der Zeitschrift für die Kunde des Morgenlandes, die von dem Göttinger Orientalisten Heinrich Ewald (1803–1875) angeregt worden war und zunächst von diesem und anderen Gelehrten, unter anderem auch Lassen, herausgegeben wurden. Diese erstmals fachübergreifend und im Forscherkollektiv entstehende Zeitschrift spielt für die deutsche Forschungsgeschichte eine besondere Rolle. Vorläufer für dieses Periodikum waren auf dem Gebiet der Indologie gewissermaßen August Wilhelm von Schlegels Indische Bibliothek und der von Othmar Frank (1770–1840) herausgegebene Vyāsa. Das erste Heft erschien 1837, aber schon kurz danach musste Ewald seine maßgebliche Herausgeberschaft erst einmal einstellen, weil er im selben Jahr als einer der Göttinger Sieben von der dortigen Universität vertrieben worden war.
Heft zwei erschien 1839, Nummer drei 1840. Ab Nummer vier von 1842 fiel die Herausgeberschaft allein auf Lassen, der dadurch stark belastet war. Noch drei weitere Nummern der Zeitschrift erschienen, Nummer fünf 1844, sechs 1845 und sieben 1850. Schließlich gab Lassen die Zeitschrift auf, wahrscheinlich um sich völlig auf die Arbeit an seiner Altertumskunde konzentrieren zu können.
Dass neue Zeitschriften verfügbar wurden, Albrecht Webers 1849 erstmals erschienene Indische Studien und vor allem die 1847 erstmals erschienene Zeitschrift der Deutschen Morgenländischen Gesellschaft (ZDMG), mag Lassen bei seiner Entscheidung bestärkt haben.
Die ZDMG gilt heute allgemein als Nachfolger der Zeitschrift für die Kunde des Morgenlandes.

## Mitgliedschaften
Christian Lassen war Mitglied der Deutschen Morgenländischen Gesellschaft.

## DieIndische Altertumskunde
Christian Lassens umfangreiches Werk Indische Altertumskunde stellt erstmals den gesamten damaligen Forschungsstand der altindischen Philologie und Altertumskunde sowie die gesamte Indische Geschichte bis zum Ende des Reiches von Vijayanagara dar. Windisch bezeichnet das Werk geradezu als Abschluss der gesamten ersten Periode der westlichen wissenschaftlichen Indienforschung. Das Werk folgt dem historischen Programm, welches zur damaligen Zeit in der Altphilologie betrieben worden ist. Mit dieser Annäherung an die in dieser Zeit äußerst einflussreiche Disziplin Altphilologie versuchte man damals auch, die Indologie als noch im Entstehen begriffenes akademisches Fach weiter zu legitimieren.
Eine detaillierte Inhaltsangabe und Bemerkungen zu den von Lassen verwendeten Quellen findet sich im ersten Teil von Windischs Geschichte der Sanskritphilologie in den Kapitel XXII–XXVI, in welchen auch jeweils die wissenschaftlichen Fortschritte bis zum Jahr ihres Erscheinens 1917 angemerkt werden. Leider fehlt der äußerst umfangreichen Altertumskunde bis heute ein Index.
Auch wenn Abschnitte wie der über die Geographie Indiens (Bd. 1, S. 1–414) in diesem Umfang bis heute als Quellen der Bildung Geltung beanspruchen können, so ist die Altertumskunde heutzutage doch vor allem im wissenschaftshistorischen Hinblick relevant und die Mehrzahl der Lassen'schen Forschungsergebnisse ist mittlerweile überholt.

## Auswahlbibliographie
- mit Eugène Burnouf: Essai sur le Pali ou langue sacrée de la presqu'île au-delà du Gange. Paris 1826.
- Commentatio geographica atque historica de pentapotamia india (Dissertation). Bonn 1827.
- Ueber Herrn Bopps grammatisches System der Sanskrit-Sprache [Rezension von Franz Bopps Ausführliches Lehrgebäude der Sanskrita-Sprache, Berlin 1827]. In: Indische Bibliothek. Band 3,1, 1830, S. 1–113.
- Gymnosophista sive indicae philosophiae documenta I,1: Isvaracrishnae Sankhya-caricam tenens. Bonn 1832.
- Die altpersischen Keil-Inschriften von Persepolis. Entzifferung des Alphabetes und Erklärung des Inhalts. Bonn 1836.
- Institutiones linguae pracriticae. Bonn 1837.
- Zur Geschichte der Griechischen und Indoscythischen Könige in Baktrien, Kabul und Indien durch Entzifferung der altkabulischen Legenden auf ihren Münzen. Bonn 1838.
- Indische Altertumskunde I: Geographie und älteste Geschichte. Bonn 1847 (2. Auflage 1867).
- Indische Altertumskunde II: Geschichte des Buddha bis auf die Ballabhi- und jüngere Gupta-Dynastie. Bonn 1849–52 (2. Auflage 1873).
- Indische Altertumskunde III: Geschichte des Handels und des griechisch-römischen Wissens von Indien und Geschichte des nördlichen Indiens von 319 nach Christi Geburt bis auf die Muhammedaner. Bonn 1857/58.
- Indische Altertumskunde IV: Geschichte des Dekkhans, Hinterindiens und des indischen Archipels von 319 nach Christi Geburt bis auf die Muhammedaner und die Portugiesen. Nebst Umriss der Kulturgeschichte und der Handelsgeschichte dieses Zeitraums. Bonn 1861.